# Inmaculada Concepción (Delgado y Castillejos)
La Inmaculada Concepción es una talla de los siglos xvi o xvii atribuida a Gaspar Núñez Delgado y a Andrés de Castillejos. Está ubicada en la Iglesia de San Andrés, en Sevilla (Andalucía, España).

## Atribución y datación
Actualmente existen dos posturas en lo relativo a la autoría de la imagen: numerosas fuentes asignan la Inmaculada directamente a Gaspar Núñez Delgado mientras que otras la atribuyen a Andrés de Castillejos. Estas últimas tampoco descartan por completo la vinculación de Nuñez a la obra, pues en ellas se afirma que realizó un modelo en barro para que Castillejos lo trasladase a la madera, asegurándose a su vez que esto se debió a que este último tenía a cargo también la fabricación del retablo que iba a presidir la figura de la Inmaculada. La imagen se fecha comúnmente en 1587 (año en que el administrador parroquial Cristóbal Rodríguez Calvo y su esposa Leonor Nuño de Cabrera contrataron el retablo con Castillejos), aunque también se la ha datado en 1586 y en 1612, fechas que permitirían seguir atribuyendo la autoría de la pieza a ambos. Esta última datación quedaría reforzada frente a las demás debido a la mención de la obra en una disposición testamentaria de 1589, en la que se establecía que la escultura tenía que tomar como referencia a una Inmaculada emplazada en la Casa Profesa de los jesuitas.

## Descripción
La imagen, en madera policromada y estofada, es de bulto redondo y mide 1,78 metros de alto. La Virgen posee un rostro juvenil aunque no aniñado como muchas Inmaculadas posteriores. Las facciones poseen cierto grado de angulosidad y en ellas destacan una nariz prominente y unos ojos entrecerrados con la vista dirigida al suelo. El cabello, cuya disposición encaja con el estilo de Jerónimo Hernández (guarda a su vez similitudes con una obra suya, el Cristo Resucitado de la Iglesia de Santa María Magdalena de Sevilla), cae sobre los hombros formando pronunciados rizos, los cuales enmarcan tanto el cuello como la cara, girada a la derecha, y dejan a la vista la oreja izquierda. Los brazos están flexionados y las manos juntas en actitud orante, con ambas palmas tocándose y los dedos ligeramente doblados. En ambas extremidades se aprecia un desplazamiento hacia el lado opuesto al que gira la cabeza, gesto estrechamente vinculado a la tendencia artística que Martínez Montañés pondría en práctica por vez primera con la Inmaculada de El Pedroso y perfeccionaría hasta llegar a su obra maestra, La Cieguecita.
La talla, cuya policromía corresponde a Francisco Pacheco (aunque también se le atribuye a Alonso Vázquez, quien habría policromado la escultura en 1598), viste túnica con motivos florales y manto azul sin apenas adornos (tan solo unos ornamentos en el borde). Este manto, cuyo envés muestra delgadas franjas horizontales de color negro sobre un fondo dorado, presenta una serie de pliegues angulosos desde la doblez de la cintura hasta los pies, donde destaca una peana conformada por una media luna y dos cabezas aladas de serafines en el frente. La imagen, descrita como «arrogante y muy original», posee fuertes lazos con el estilo artístico de Montañés, quien como discípulo de Núñez pudo haberse inspirado en ella para la creación de algunas de sus imágenes concepcionistas.